# یوننده آب

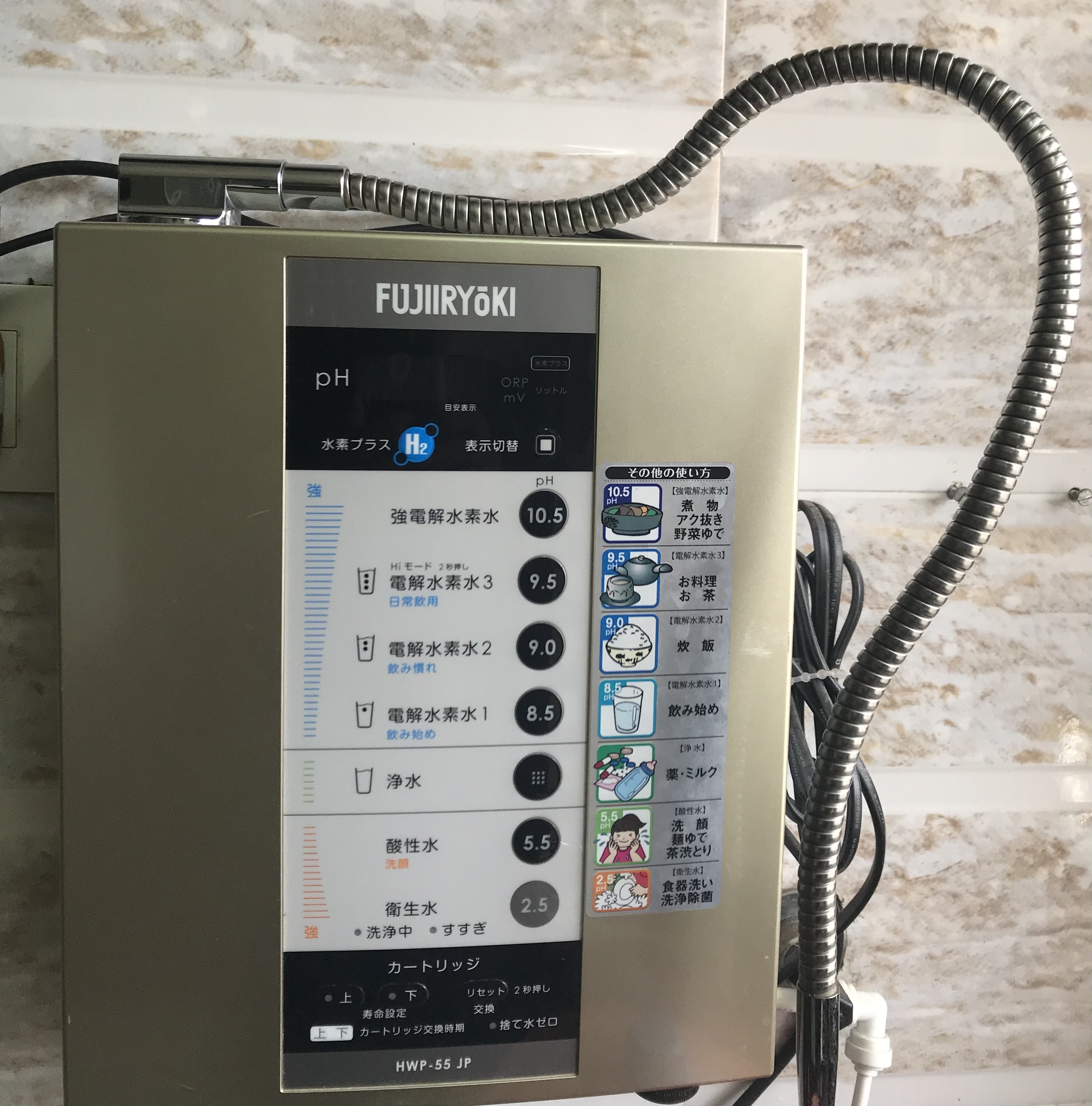
دستگاه یوننده آب

یوننده آب (همچنین به‌عنوان یوننده قلیایی شناخته می‌شود) یک وسیله خانگی است که ادعا می‌کند، pH آب آشامیدنی را با استفاده از الکترولیز برای جدا کردن جریان آب ورودی به اجزای اسیدی و قلیایی افزایش می‌دهد. جریان قلیایی آب تصفیه شده را آب قلیایی می‌نامند. طرفداران ادعا می‌کنند که مصرف آب قلیایی منجر به فواید سلامتی مختلفی می‌شود که آن را شبیه به رژیم‌های غذایی قلیایی جایگزین می‌کند. چنین ادعاهایی اصول اولیه شیمی و فیزیولوژی را نقض می‌کند. آب یونیده قلیایی ترکیبی از آب‌های غنی از هیدروژن، غنی از اکسیژن و آب قلیایی است. این محصولات در ابتدا در ژاپن و خاور دور و سپس در ایالات متحده و اروپا محبوبیت یافت و در حال حاضر در ایران نیز عرضه می‌گردد. آب قلیایی یونیده در اروپا و آمریکا با نام آب یونیده (به انگلیسی: ionized water)، آب قلیایی (به انگلیسی: alkaline water)، آب الکترولیزشده (به انگلیسی: electrolyzed water), آب زیستی (به انگلیسی: bio-water)، از آب معمولی (به انگلیسی: water) تفکیک می‌گردد.
هیچ نوع شواهد پزشکی دال بر اثرات مثبت آب قلیایی بر سلامت انسان وجود ندارد بلکه شواهد علمی گسترده این ادعا را کاملاً رد کرده‌است.

## سازوکار
با اینکه این دستگاه‌ها، «یوننده آب» نامیده می‌شوند، در واقع مکانیسم به کار رفته در آنها همان برقکافت یا الکترولیز آب است. این یک واکنش الکترو-شیمیایی است که طی آن، مولکول‌های آب، به مولکول‌های اکسیژن و هیدروژن تجزیه می‌شود. در این پروسه، آب کنار قطب منفی کمی قلیایی و آب کنار قطب مثبت کمی اسیدی می‌شود. که این واقع تست شده‌است. این دستگاه‌ها، آب نزدیک قطب منفی را جمع و ذخیره می‌کنند، که pH بالاتری دارد و نسبتاً قلیایی است.
تأثیر گذاری این پروسه بدون اثبات و زیر سؤال است، زیرا که برقکافت آب، نیازمند صرف انرژی و زمان زیادی است، در واقع مقدار یون‌های قلیایی‌کننده، در آب جاری از یک شیر، در بهترین شرایط، بسیار کم خواهد بود. و نیز، واکنش برگشتی برای این پروسه، انرژی بسیار کمی را می‌طلبد، و اگر آبهای اسیدی و قلیایی کمترین ارتباطی داشته باشند، به حالت اولیه باز خواهند گشت.

## ادعاها درمورد سلامت
یوننده‌های آب، اغلب به خاطر تاثیراتشان بر سلامتی، به فروش می‌روند که مبنای این ادعاها، قلیایی‌تر کردن آب است. انواع بسیاری از تأثیرات ادعا شده‌اند که کندتر شدن پیری، جلوگیری از بیماری‌ها، انرژی بخشی و خنثی سازی تأثیرات غذاهای اسیدی از شایع ترین‌ها هستند.
تاکنون هیچ یافتهٔ تجربی برای اثبات این ادعاها، یا اثبات ایجاد تغییرات قابل توجه در بدن، یافت‌نشده‌است. نوشیدن آب قلیایی، تغییری در pH بدن ایجاد نمی‌کند (به علت هومئوستازی اسید-باز بدن). علاوه بر این، بسیاری ادعا می‌کنند که پروسه مذکور، خوشه‌های آبی بزرگ (؟!!) را به خوشه‌های کوچکتر تبدیل می‌کند و این باعث آبرسانی بهتر به سلول‌ها می‌شود و نیز قدرت حل کردن املاح را در آب افزایش می‌دهد. هیچ مدرک علمی ای برای اثبات این تغییرات وجود ندارد و این گفته‌ها، با قوانین پایه ای شیمی و زیست در تناقض است، و حتی اگر چنین تغییراتی به وقوع می‌پیوستند، برای بدن مخاطره آمیز به‌شمار می‌رفتند.